# Договор от Амстердам
Договорът от Амстердам е подписан на 2 октомври 1997 година и влиза в сила на 1 май 1999 година.
Той прави значителни промени в Договора от Маастрихт като увеличава правомощията на наднационалните органи на Европейския съюз. Въвеждат се нови сфери на обединен суверенитет, включващи повече от гражданските права и по-тясно сътрудничество в социалната политика и политиката по заетостта на държавите членки. Ратификацията му протича гладко, но не много бързо.
Съдържащите се в Договора изменения и допълнения, засягащи и трите стълба го превръщат в третата подред генерална ревизия на първичното право. Договорът от Амстердам се състои от 312 члена. Към него са приложени 13 протокола и 58 декларации. Амбициозната идея на Европейския съвет от Дъблин за кодифициране на договорите се свежда до консолидирани версии на договора за Европейската икономическа общност и договорът за ЕС. Съдържащи актуалната им уредба с измененията въведени с договора от Амстердам. Всъщност Договора от Амстердам е подчинен в по-голяма степен на принципа на консолидирането, отколкото на разширяване на общностните правомощия. ЕС поема своя път на развитие в няколко основни насоки.

## Основни споразумения и разпоредби
Главната цел на Договора от Амстердам е реформиране на институциите на ЕС във връзка с присъединяването на бъдещи страни членки.

### Засилване ролята на Европейския парламент
Разширяват се правомощията на Европейския парламент, увеличавайки надзорните му функции и приложението на процедурата по съвместно вземане на решения. Парламентът получава правото да поправя или отхвърля законодателни предложения в над 20 области, които са предоставени за съвместно вземане на решения. Ефектът от това разширяване на правомощията е, че институцията получава възможност да оказва влияние върху 80% от решенията на Съвета. Процедурата за съвместно вземане на решения се разширява и обхваща 15 юридически области, вече съществуващи в Договора за ЕО:
- член 12: забрана на дискриминациите,
- член 18: свободно движение на гражданите на Съюза,
- член 42: свободно движение на работници,
- член 47, параграф 1: признаване на дипломите,
- член 67: процедура в областта на визовия режим,
- член 71: транспортна политика, включително политика в областта на въздушния транспорт,
- член 141, параграф 3: осъществяване на принципа за равно заплащане за равен труд,
- член 148: реализиране на Европейски социален фонд,
- член 150, параграф 4: мерки за професионално обучение,
- член 153, параграф 4: защита на потребителите,
- член 156: трансевропейски мрежи („други мерки“),
- член 162: реализиране на Европейски фонд за регионално развитие;
- член 172: осъществяване на рамкови програми за изследванията,
- член 175, параграф 3: мерки в областта на опазването на околната среда,
- член 179: сътрудничество за развитие;

както и по отношение на 8 нови юридически области:
- член 129: мерки за насърчаване на заетостта,
- член 135: митническо сътрудничество,
- член 137, параграф 2: социална политика,
- член 152, параграф 4: защита на здравето, мерки във ветеринарната и фитосанитарна област,
- член 255: принципи, уреждащи достъпа до документи,
- член 280: борба с измамите,
- член 285: изготвяне на статистически данни на Общността,
- член 286: създаване на орган, натоварен да следи за защитата на физическите лица при обработването на личните данни.

Тази процедура понастоящем се прилага спрямо повечето законодателни области.

### Законодателни правомощия наЕвропейския парламент
С изключение единствено на селскостопанската политика и на политиката в областта на конкуренцията, към всички области, за които Съветът разполага с правомощия за вземане на решения с квалифицирано мнозинство, се прилага процедурата за съвместно вземане на решения. В четири случая (описани в членове 18, 42 и 47, както и отнасящият се до политиката в областта на културата член 151, който остава непроменен) процедурата за съвместно вземане на решения винаги се придружава с изискване за вземане на решение с единодушие от Съвета. Другите законодателни области, за които се изисква единодушно решение, не подлежат на процедура по съвместно вземане на решения (член 166 относно рамкова програма за научноизследователски цели, която преди се определяше с единодушие, премина към решение с квалифицирано мнозинство).
В рамките на опростена процедура за съвместно вземане на решения (член 251) Европейският парламент и Съветът на практика стават равностойни съзаконодатели, по-конкретно поради въведената възможност да приемат законодателен акт на първо четене, ако е налице съгласие между двете звена на законодателната власт, и поради премахването на правомощията на Съвета едностранно да налага позицията си при трето четене. При все това, продължава да липсва задоволително решение на проблемите, дължащи се на делегирането на изпълнителните актове, като декларация № 31 се ограничава да натовари комисията да представи ново предложение в областта

### „Гъвкава интеграция“ и „засилено сътрудничество“
Едно от най-важните нововъведения в Договора е и гарантирането на „гъвкава интеграция“. В не малка степен гъвкавата интеграция обаче поставя суверенните национални интереси пред общите и представлява своеобразна реабилитация на отречения през 80-те години Люксембургски компромис. По този начин, националния суверенитет отново накланя везните в своя полза, създавайки възможност за отделните държави за неучастие в даден вид сътрудничество. Освен това, поради смяната на Мейджър с Блеър, както и заради предвиждането, че в третата стъпка от Икономическия и валутен съюз ще се включат по-голямата част от държавите членки, въпросът за „засиленото сътрудничество“ загубва своето първоначално значение, макар да не губи актуалност в контекста на разширяването в края на 90-те.
Основното изменение на Договора от Амстердам е непосредствено свързано с проблемите на суверенитета и е в раздел 7-и от договора, който заедно с чл.40 и новия чл. 11 институционализира гъвкавостта чрез въвеждането на механизъм, позволяващ различни степени на интеграция и сътрудничество между отделните групи държави. Договорът съдържа разпоредби, които за пръв път допускат група държави да се възползват от общите институции с цел задълбочаване на сътрудничеството.
Клаузите за придаване на гъвкавост на интеграцията са: по първи стълб – решенията трябва да се взимат с квалифицирано мнозинство, макар че вето правилото остава, ако държавата членка настоява, че определено решение е в противоречие с важни национални интереси; по втори стълб – системата трябва да бъде „конструктивно въздържане“ (въздържане от гласуване); по трети стълб – специалните изключения за Великобритания, Ирландия и Дания трябва да позволят на останалите да вземат решения без тях. Третият стълб на ЕС също разширява сътрудничеството в областта на вътрешните работи и правосъдието и се преименува на Правосъдно и полицейско сътрудничество. Държавите членки се задължават да действат съвместно в борбата против тероризма, с трафика на хора, с престъпленията срещу деца, с нелегалния трафик на оръжие и наркотици и с корупцията, чрез по-тясно полицейско сътрудничество и засилване ролята на Европол.

### Правомощия за упражняване на контрол
Освен че гласува одобрението на състава на Комисията, Парламентът също така провежда преди това гласуване за одобрение на кандидата за председател на бъдещата Комисия (член 214). Договорът от Амстердам изрично потвърждава защитата на основните права в рамките на прилагането на общностното законодателство, което дотогава се гарантираше от съдебната практика на Съда на Европейските общности. Договорът добавя механизъм за политически санкции, които могат да бъдат наложени в случай на тежко и продължително нарушаване от страна на дадена държава членка на принципите, на които се основа Съюзът (свобода, демокрация, права на човека, правова държава).

### Избор и статут на членовете на ЕП
В областта на процедурата за избиране на Европейски парламент чрез всеобщи преки избори (член 190) правомощията на Общността да определя общи принципи се прибавят към съществуващите правомощия за приемане на уеднаквена процедура. В същия член се въвежда правна основа, позволяваща приемането на общ статут на членовете на ЕП. Все още липсва разпоредба, позволяваща предприемането на мерки с оглед развитието на политическите партии на европейско равнище (вж. член 191).

### Опростяване
Договорът от Амстердам премахва от европейските договори всички остарели или станали с времето неприложими разпоредби, като същевременно не позволява произтичалите в миналото от тях правните последици да бъдат засегнати от това премахване. Предвижда се също ново номериране на договорите. По юридически и политически причини Договорът е подписан и подложен на ратификация под формата на изменение към действащите договори.

### Институционални реформи с оглед на разширяването
В съответствие с искането на Европейския парламент Договорът от Амстердам определя максималния брой на членовете на Европейския парламент на 700 (член 189).
Съставът на Комисията и въпросът с претеглянето на гласовете се урежда в приложен към Договора „Протокол относно институциите“. В съответствие с неговите разпоредби в Съюз, разширен до максимален брой от 20 държави членки, Комисията ще се състои от по един гражданин на държава членка, при условие че към тази дата претеглянето на гласовете в Съвета не е било изменено. Във всеки случай, поне една година преди броят на членовете на Европейския съюз да превиши двадесет, се свиква нова междуправителствена конференция, която да преразгледа изцяло разпоредбите на договорите, отнасящи се до неговите институции.
За решаване на най-важните въпроси, т. нар. „остатъци“ – гласуването от Съвета с квалифицирано мнозинство е предвидено за редица новосъздадени чрез Договора от Амстердам правни положения (вж. решенията относно насоките в областта на заетостта (член 128, параграф 2) и относно най-отдалечените райони (член 299, параграф 2)). При все това, от съществуващите общностни политики единствено за областта на научните изследвания се предвиждат нови разпоредби за гласуване с квалифицирано мнозинство, съгласно членове 166 и 172. Само в Договора за ЕО 44 члена все още изискват гласуване с единодушие, от които близо 20 се отнасят до законодателни области като хармонизиране на данъчното законодателство (член 93), сближаването на законодателствата (член 94), културата (член 151), промишлената политика (член 157), структурните фондове (член 161), някои аспекти от политиката в областта на околната среда (член 175). Целта е да се запази демократичния характер и ефективността на конструкцията, която ще включва повече от 20 държави членки. Така започването на преговори за присъединяване със страните от Централна и Източна Европа става възможно едва след влизането на Договора от Амстердам в сила през 1998 г.

#### Върховен представител на ЕС
Според Договора от Амстердам генералният секретар на Съвета ще представлява ЕС пред външния свят в качеството на Върховен представител на ЕС по Обща външна политика и политика на сигурност, към чиято компетентност спадат важни функции по формулирането и подготовката на външната политика и нейното провеждане. Гласуването с квалифицирано мнозинство ще се използва за прокарване на външнополитически мерки, но всяка държава си запазва правото да наложи вето, ако смята, че са засегнати нейните жизнени национални интереси. Западноевропейският съюз ще бъде инкорпориран в ЕС за в бъдеще.

### Други теми
Общностните процедури при прилагането на принципа на субсидиарност са отразени в протокол, посветен на този въпрос. А прозрачността се подобрява посредством нови разпоредби за достъпа до документи (член 255) и за по-голяма откритост в законодателната работа на Съвета (член 207, параграф 3).

#### Общи действия в областта на визовата, емиграционната политика и политиката за предоставяне на убежище
В текста на Договора са включени още постановки относно гарантиране на основните права и стъпки към изграждане на пространство на свобода, сигурност и справедливост за европейските граждани. Това позволява прехвърлянето на аспекти от областта на правосъдието и вътрешния ред – емиграция, визи и предоставяне на убежище – от трети в първи стълб. Всичко друго освен предоставянето на политическо убежище и общата визова и имиграционна политика, остават в сферата на изключителната компетентност на суверенните държави. Включено е изчерпателно формулиране на общите демократични принципи на ЕС и са предвидени санкции спрямо държавите за тяхното нарушаване. Страни членки, които нарушават фундаменталните свободи, са изправени пред възможността временно да изгубят правото си на глас в Съвета. Това е т.нар. клауза за суспендиране. Отмяната на контрола за движение на хора във вътрешните граници на Съюза предпоставя необходимостта от общи действия в областта на визовата и емиграционната политика и политиката за предоставяне на убежище. Страните членки постигат съгласие да поставят споразумението от Шенген, чрез което се осигурява свободно движение на хора в законовата рамка на ЕС, като се формулират специални мерки за неучастващите в него страни – Великобритания, Ирландия и Дания. Шенгенското споразумение от 1985 г. заедно с всичките му постижения относно премахването на вътрешните граници между страните членки е инкорпорирано малко по-късно в Договора от Амстердам с протокол.

#### Конвенция за създаването на Европол
По инициатива на Германия през юли 1995 г. Европейският съвет одобрява конвенция за създаване на Европол – Като основни мотиви за създаването на новата организация в рамките на ЕС се посочва необходимостта от международно сътрудничества за борба с трафика на наркотици. Постепенно функциите на Европол започват да покриват повече от 20 области – от трансгранични престъпления до нелегална емиграция и измами с кредитни карти. Конвенцията за новата организация започва да функционира през 1998 г., но в твърде ограничени рамки – тя има помощни и координационни функции – поради недоверието на страните членки спрямо ролята на Европейския съд. Все пак Европол се превръща в основен елемент от структурата на Общността.

#### Създаване на Еврожуст
През 1999 г. е учредена и Еврожуст, чиято основна цел е да улеснява координацията в наказателното преследване между страните членки.

## Ефекти от промените на Договора
Разширяването на гласуването с квалифицирано мнозинство е ограничено. Договорът от Амстердам значително разширява приложното поле на процедурата за съвместно вземане на решения, даваща право на вето на Европейския парламент. След него Европейският парламент е близо до това да бъде поставен на едно и също равнище със съвета на министрите. Холандският план за разширяване на това гласуване върху 11 области, обхващащи от културни дейности до индустриални политики, среща германското противодейстие, тъй като Хелмут Кол възразява, че подобно разширяване ще подкопае германските провинции. Приети са само две разширения на гласуването с квалифицирано мнозинство – върху изследователските програми и компенсаторна помощ за износ на суровини. Основните промени, които носи договора от Амстердам са: изменение, преномериране и консолидиране на договорите за ЕС и ЕИО и по-прозрачно вземане на решения (увеличено използване на процедурата за съвместно вземане на решения).
Прогресът в тези две посоки – задълбочаване и разширяване – предпоставя необходимостта от радикална реконструкция на европейската архитектура и възобновяване на дебата за бъдещето на Европа.